# Jordbærtærte
Jordbærtærte er en dessert- eller kaffekage, lavet af en mørdejsbund eller mazarinbund overtrukket med chokolade, vaniljecreme, friske jordbær og slutteligt jordbærgelé (kan udelades).

## Baggrund
"Jordbær gror vildt i den danske natur, og derfor har jordbær altid været en stor del af den danske kogekunst. Jordbærtærten nævnes også i litteraturen allerede fra omkring 1600 tallet, hvor det var en kongelig spise. Den gang blev jordbærerne lagt på en bund af brød bagt med smør og drysset med lidt kanel. Vaniljecremen, der fuldender den perfekte jordbærcreme, blev først opfundet langt senere".